# Kumpusaari (ö i Norra Savolax, Norra Savolax, lat 63,54, long 27,17)
Kumpusaari är en ö i Finland. Den ligger i sjön Porovesi och i kommunen Idensalmi i den ekonomiska regionen  Övre Savolax ekonomiska region  och landskapet Norra Savolax, i den centrala delen av landet, 400 km norr om huvudstaden Helsingfors. Öns area är 4,9 hektar och dess största längd är 390 meter i öst-västlig riktning.